# La voce del diavolo
La voce del diavolo (Talk of the Devil) è un film del 1936 diretto da Carol Reed.